# 커비 볼
커비 볼은 닌텐도 초기의 액션 게임으로, 1994년 9월 21일 일본에서 발매되었다.